# 奥辛基 (萨马拉州)
奥辛基（羅馬化：Osinki）是俄罗斯萨马拉州别津丘克区除行政中心外的另外一座市级镇，同时也是该区第二大聚居地。地处萨马拉州西部，位于区行政中心别津丘克东南、州府萨马拉西南方。
建于1920年，1957年设市级镇。该地2022年人口有2,947人；2010年人口3,101；2002年人口3,127；1989年人口3,094。